# Football League Championship de 2004–05
Football League Championship de 2004–05 foi a 1a edição da Football League Championship desde a mudança de nome sendo conhecida anteriormente como Football League Division One. Seu campeão foi o Sunderland
, que ao lado do Wigan Athletic e do West Ham United conseguiram o acesso para a Premier League 2005-06.
No extremo oposto Gillingham, Nottingham Forest e Rotherham United foram rebaixados para a Football League One.

## Classificação Final
|     | Clube                   | J  | V  | E  | D  | GM | GS | Saldo | Pontos |
| --- | ----------------------- | -- | -- | -- | -- | -- | -- | ----- | ------ |
| 1.  | Sunderland (C)          | 46 | 29 | 7  | 10 | 76 | 41 | +35   | 94     |
| 2.  | Wigan Athletic          | 46 | 25 | 12 | 9  | 79 | 35 | +44   | 87     |
| 3.  | Ipswich Town            | 46 | 24 | 13 | 9  | 85 | 56 | +29   | 85     |
| 4.  | Derby County            | 46 | 22 | 10 | 14 | 71 | 60 | +11   | 76     |
| 5.  | Preston North End       | 46 | 21 | 12 | 13 | 67 | 58 | +9    | 75     |
| 6.  | West Ham United         | 46 | 21 | 10 | 15 | 66 | 56 | +10   | 73     |
| 7.  | Reading                 | 46 | 19 | 13 | 14 | 51 | 44 | +7    | 70     |
| 8.  | Sheffield United        | 46 | 18 | 13 | 15 | 57 | 56 | +1    | 67     |
| 9.  | Wolverhampton Wanderers | 46 | 15 | 21 | 10 | 72 | 59 | +13   | 66     |
| 10. | Millwall                | 46 | 18 | 12 | 16 | 51 | 45 | +6    | 66     |
| 11. | Queens Park Rangers     | 46 | 17 | 11 | 18 | 54 | 58 | -4    | 62     |
| 12. | Stoke City              | 46 | 17 | 10 | 19 | 36 | 38 | -2    | 61     |
| 13. | Burnley                 | 46 | 15 | 15 | 16 | 38 | 39 | -1    | 60     |
| 14. | Leeds United            | 46 | 14 | 18 | 14 | 49 | 52 | -3    | 60     |
| 15. | Leicester City          | 46 | 12 | 21 | 13 | 49 | 46 | +3    | 56     |
| 16. | Cardiff City            | 46 | 13 | 15 | 18 | 48 | 51 | -3    | 54     |
| 17. | Plymouth Argyle         | 46 | 14 | 11 | 21 | 52 | 64 | -12   | 53     |
| 18. | Watford                 | 46 | 12 | 16 | 18 | 52 | 59 | -7    | 52     |
| 19. | Coventry City           | 46 | 13 | 13 | 20 | 61 | 73 | -12   | 52     |
| 20. | Brighton & Hove Albion  | 46 | 13 | 12 | 21 | 40 | 65 | -25   | 51     |
| 21. | Crewe Alexandra         | 46 | 12 | 14 | 20 | 66 | 86 | -20   | 50     |
| 22. | Gillingham              | 46 | 12 | 14 | 20 | 45 | 66 | -21   | 50     |
| 23. | Nottingham Forest       | 46 | 9  | 17 | 20 | 42 | 66 | -24   | 44     |
| 24. | Rotherham United        | 46 | 5  | 14 | 27 | 35 | 69 | -34   | 29     |

Legenda
|  | Promovidos diretamente para a Premier League |
|  | Classificados para a os Playoffs de acesso   |
|  | Rebaixados para a Football League One        |

## Playoffs
|  | Semifinais | Semifinais        | Semifinais        | Semifinais | Semifinais |  |   | Final           | Final | Final |
|  |            |                   |                   |            |            |  |   |                 |       |       |
|  | 6          | West Ham United   | 2                 | 2          | 4          |  |   |                 |       |       |
|  | 3          | Ipswich Town      | 2                 | 0          | 0          |  |   |                 |       |       |
|  |            |                   |                   |            |            |  | 6 | West Ham United | 1     |       |
|  |            | 4                 | Preston North End | 0          |            |  |   |                 |       |       |
|  | 5          | Preston North End | 2                 | 0          | 2          |  |   |                 |       |       |
|  | 4          | Derby County      | 0                 | 0          | 0          |  |   |                 |       |       |

## Artilheiros
O artilheiro da competição foi o inglês Nathan Ellington, que marcou 24 gol(o)s nesta edição, atuando pelo Wigan Athletic.
| Pos | Jogador           | Equipe                  | Gols |
| --- | ----------------- | ----------------------- | ---- |
| 1   | Nathan Ellington  | Wigan Athletic          | 24   |
| 2   | Jason Roberts     | Wigan Athletic          | 21   |
| 2   | Teddy Sheringham  | West Ham United         | 21   |
| 4-  | Shefki Kuqi       | Ipswich Town            | 20   |
| 4-  | Darren Bent       | Ipswich Town            | 20   |
| 6   | Kenny Miller      | Wolverhampton Wanderers | 19   |
| 6   | Dave Kitson       | Reading                 | 19   |
| 8   | Marlon Harewood   | West Ham United         | 18   |
| 8   | Paul Furlong      | Queens Park Rangers     | 18   |
| 10  | Richard Cresswell | Preston North End       | 17   |
| 10  | Dean Ashton       | Crewe Alexandra         | 17   |